# الطرثور (مسورة)

تعديل مصدري - تعديل

الطرثور هي إحدى قرى عزلة الطرثور بمديرية مسورة التابعة لمحافظة البيضاء، بلغ تعداد سكانها 93 نسمة حسب تعداد اليمن لعام 2004.